# Yūsuke Tanaka (ginnasta)
Yūsuke Tanaka (田中 佑典?, Tanaka Yūsuke; Wakayama, 29 novembre 1989) è un ginnasta giapponese vincitore di una medaglia d'argento alle Olimpiadi di Londra 2012 e oro olimpico a Rio de Janeiro 2016 nel concorso a squadre.
Ha un fratello e una sorella nati prima di lui e pure loro ginnasti: suo fratello Kazuhito Tanaka ha vinto anche lui l'argento nel concorso a squadre a Londra 2012, e pure la sorella Rie è stata olimpionica a Londra 2012.

## Carriera
Vicecampione del mondo nel concorso a squadre a Tokyo 2011, nella stessa specialità Tanaka ottiene pure la medaglia d'argento alle Olimpiadi di Londra 2012. In seguito vince l'argento alla sbarra e un bronzo nel concorso a squadre alle Universiadi di Kazan' 2013. 
Ha fatto parte della nazionale giapponese campione del mondo a Glasgow 2015 e, insieme a Ryōhei Katō, Kenzō Shirai, Kōhei Uchimura e Kōji Yamamuro si è laureato campione olimpico nel concorso a squadre a Rio de Janeiro 2016.